# Juan Benlloch y Vivó
 (mai 2025).
Si vous disposez d'ouvrages ou d'articles de référence ou si vous connaissez des sites web de qualité traitant du thème abordé ici, merci de compléter l'article en donnant les références utiles à sa vérifiabilité et en les liant à la section « Notes et références ».
Juan Benlloch y Vivó, né le 29 décembre 1864 à Valence en Espagne, et mort le 14 février 1926 à Madrid, est un cardinal espagnol de l'Église catholique romaine et coprince d'Andorre de 1907 à 1919.

## Biographie
Juan Benlloch y Vivó étudie à Valence. Il fait du travail pastoral à Valence, est professeur au séminaire de Ségovie et y est proviseur, vicaire général et vicaire capitulaire.
Benlloch y Vivó est élu évêque titulaire d'Hermopolis Maior (de) et administrateur apostolique de Solsona en 1901. Il est transféré au diocèse d'Urgell en 1906, où il est nommé évêque d'Urgell en 1907. En vertu de cette nomination, il est aussi coprince d'Andorre jusqu'en 1919 date à laquelle il est promu archevêque de Burgos. Il a écrit les paroles de l'hymne national andorran.
Le pape Benoît XV le créé cardinal lors du consistoire du 7 mars 1921. Il participe au conclave de 1922, lors duquel Pie XI est élu pape.